# Epinephelus chlorocephalus
Epinephelus chlorocephalus, thường được gọi là cá mú Tonga, là một loài cá biển thuộc chi Epinephelus trong họ Cá mú. Loài này được mô tả lần đầu tiên vào năm 1830.

## Phân bố và môi trường sống
E. chlorocephalus có phạm vi phân bố nhỏ hẹp ở Tây Nam Thái Bình Dương. Loài này chỉ được tìm thấy duy nhất tại Tonga. Hầu như không có bất cứ thông tin nào về sinh thái học và môi trường sống của nó. Không rõ độ sâu tìm thấy chúng.

## Mô tả
E. chlorocephalus chỉ được biết đến qua một mẫu vật duy nhất, và chiều dài đo được là khoảng 17,1 cm. Cho tới nay vẫn không được thêm bất kỳ một mẫu vật của nó. Mẫu vật của E. chlorocephalus có thân thuôn dài, hình bầu dục. Phần đầu trên và mõm của nó có màu xanh lục; má màu xanh lục nhạt. Thân có màu xanh lục với 7 - 8 sọc xen kẽ màu nâu lục và vàng cam. Vây lưng và vây hậu môn màu xanh lục, nhiều chấm nhỏ phủ khắp vây; có màu nâu đỏ ở gốc. Vây bụng và vây ngực màu xanh lục nhạt, không có đốm. Vây đuôi tròn, có màu xanh lục nhạt với các vạch màu đỏ nhạt.
Số gai ở vây lưng: 11; Số tia vây mềm ở vây lưng: 17; Số gai ở vây hậu môn: 3; Số tia vây mềm ở vây hậu môn: 8; Số gai ở vây bụng: 1; Số tia vây mềm ở vây bụng: 5.
Thức ăn của E. chlorocephalus có lẽ là các loài cá nhỏ hơn, động vật thân mềm và động vật giáp xác, tương tự như đồng loại của nó. Không rõ E. chlorocephalus có được đánh bắt nhằm mục đích thương mại hay không.